# Calamonastes simplex
La camaróptera sencilla (Calamonastes simplex) es una especie de ave paseriforme de la familia Cisticolidae propia del Cuerno de África.

## Distribución y hábitat
Se encuentra en Yibuti, Etiopía, Kenia, Somalia, Sudán del Sur y el norte de Uganda y Tanzania. Su hábitat son las sabanas secas y zonas de matorral tropical.